# Hrabstwo Madison (Arkansas)

Piramida wieku hrabstwa

Hrabstwo Madison – hrabstwo w USA, w stanie Arkansas. Według danych z 2010 roku, hrabstwo zamieszkiwało 15717 osób. Hrabstwo należy do nielicznych hrabstw w Stanach Zjednoczonych należących do tzw. dry county, czyli hrabstw gdzie decyzją lokalnych władz obowiązuje całkowita prohibicja.

## Miejscowości
- St. Paul
- Huntsville
- Hindsville